# パレスチナの世界遺産
パレスチナの世界遺産（パレスチナのせかいいさん）について述べる。パレスチナ国はユネスコの世界遺産リストに2件の文化遺産を登録しているが、いずれも危機にさらされている世界遺産（危機遺産）リストに登録されている。パレスチナのユネスコ加盟や世界遺産条約への参加は、自らの国家としての地位や領土の国際的承認と結びついているとしばしば指摘されており、対立するイスラエルが世界遺産制度の政治利用として批判しているほか、アメリカ合衆国が世界遺産基金の分担金拠出を停止するなど、国際的な影響を及ぼしている。以下は第38回世界遺産委員会（2014年）終了時点の情報である。

## 世界遺産条約批准と過去の世界遺産推薦
パレスチナ国は国際連合では正式な加盟国になれていないが、ユネスコでは2011年10月31日に、総会での採決（賛成107か国、反対14か国、棄権52か国）を経て正式な加盟国として承認された。そして、世界遺産条約を2011年12月8日に批准した。
パレスチナの場合、ヨルダン川西岸地域の文化財などを世界遺産として登録することで、その物件の所在地の領有権を国際的に承認させるという狙いがあるとされ、ユネスコ加盟直後にはパレスチナの高官が早速ベツレヘムの聖誕教会を皮切りに、次々と文化遺産を推薦する意向を表明していた。
そして、その発言どおり、翌年の3月8日に聖誕教会を中心とする文化遺産「イエス生誕の地 : ベツレヘムの聖誕教会と巡礼路」を世界遺産の暫定リストに記載した。通常、世界遺産リストへの推薦は毎年2月1日までに行われ、それを踏まえて翌年の半ば頃に開催の世界遺産委員会で審議されるのが普通である。聖誕教会はそれと異なる手続き、すなわち「緊急案件」として推薦された。緊急案件としての推薦は、過去にバーミヤン渓谷の文化的景観と古代遺跡群（アフガニスタンの世界遺産）、バムとその文化的景観（イランの世界遺産）などで適用されたことがある。パレスチナが緊急案件として推薦した理由は、緊急に対処が必要な破損状況が生じていることなどであった。
この推薦を受け、世界遺産委員会の諮問機関である国際記念物遺跡会議 (ICOMOS) は、世界遺産としての顕著な普遍的価値を持つ可能性を認めつつも、「不登録」を勧告した。これは、緊急性を否定し、通常の手続きで再推薦するように求めたものだった。聖誕教会と同じ年には、フランスのショーヴェ＝ポン・ダルク洞窟も緊急案件として推薦され、こちらも同様の「不登録」勧告を受けており、フランスの場合、勧告を踏まえて取り下げていた（2年後に通常の手続きで正式登録）。パレスチナも取り下げるという事前の予想もあったが、実際にはそのまま第36回世界遺産委員会の審議に臨んだ。その審議では、顕著な普遍的価値があるかどうかは争点とならず、緊急案件として妥当かどうかだけが争点となった。委員会では秘密投票に持ち込まれ、賛成13票、反対6票、棄権2票となり、規定にある21委員国の有効投票（19票）の3分の2以上を満たしたことで、登録が承認された。なお、投票内容は公表されていない。同時に危機遺産リストにも登録された。
聖誕教会の登録を受け、アメリカの代表は失望を表明し、イスラエルの代表も決定を批判した。イスラエルの首相ベンヤミン・ネタニヤフも声明を発表し、その決定が政治的なものであるとして非難した。パレスチナのユネスコ加盟によって、アメリカは国内法に基づいて、ユネスコの分担金支払いや世界遺産基金への拠出を停止しており、この世界遺産では、そうした予算面の対応についても話し合われた。
パレスチナは聖誕教会の登録を受けて、当初の予定通り、それに続く文化遺産群の推薦を目指していく意向を示していた。そして、2014年1月30日にエルサレムの南にあるバティールの農業景観を推薦した。パレスチナは、イスラエルが建設を進めているテロ対策名目の分離壁の拡大計画によって、長い伝統を持つバティルの段々畑も破壊される懸念があるとして、緊急案件での審議を求めた。これに対するICOMOSの勧告は、顕著な普遍的価値の証明自体が不十分である上に、緊急性が認められないとして「不登録」を勧告するものだった。
パレスチナは2年前と同じように「不登録」勧告を受けても取り下げず、審議に臨んだ。そして、第38回世界遺産委員会ではまたも投票に持ち込まれたが、登録が認められ、危機遺産にも同時登録された。

## 世界遺産
| 画像 | 登録名 | 登録年 | 分類      | 登録基準      |
| --- | --- | ------ | --------- | ------------- |
| | イエス生誕の地 : ベツレヘムの聖誕教会と巡礼路 | 2012年 | 文化      | (4), (6)      |
| 対象は聖誕教会および関連するキリスト教建造物群、すなわちアレクサンドリアの聖カタリナ教会、フランシスコ会・アルメニア使徒教会・ギリシア正教会の各修道院とその鐘楼、さらにエルサレムからベツレヘムに至る巡礼路の一部などである。 | |        |           |               |
| | オリーブとワインの地パレスチナ - エルサレム地方南部バティールの文化的景観 | 2014年 | 文化/危機 | (4), (5)      |
| 対象は12世紀以降、地域の農業生産の一角を担ってきたバティール周辺で野菜、ブドウ、オリーブなどを生産してきた段々畑や、関連する灌漑システムなどである。                                                                           | |        |           |               |
| アル＝イブラヒーム・モスク | ヘブロン/アル＝ハリール旧市街 | 2017年 | 文化/危機 | (2), (4), (6) |
| アル＝イブラヒーム・モスク | 対象はマムルーク朝時代にヘブロン/アル＝ハリール旧市街を形作った地元石灰岩を使用した建築群と、旧市街の中心に位置するユダヤ教・キリスト教・イスラム教の始祖（族長）アブラハム/イブラヒームとその家族の墓を保護するために紀元1世紀に建てられた敷地内にある、イブラヒーム・モスク/族長たちの墓である。 |        |           |               |
| | 古代エリコ / テル・エッ＝スルタン | 2023年 | 文化      | (3), (4)      |
| 対象は旧約聖書などに繰り返し登場する都市であり、紀元前8000年紀以降の最も古い人類が定住した古代都市の遺跡であるテル・エッ＝スルタンなどである。                                                                                 | |        |           |               |

## 暫定リスト
パレスチナは聖誕教会誕生直後に、候補となる文化財がさらに約20あるとも報じられたが、第45回世界遺産委員会（2023年）終了時点で世界遺産の暫定リストに記載されているのは、13件である。前述のとおり、世界遺産条約批准からそれほど間をおかずに次々と世界遺産の候補を増やしている背景には、世界遺産登録と領有権問題を結びつけ、国家承認への弾みとしたい意図があるからとイスラエルやアメリカは批判している。
| 和名（仮訳）                             | リスト記載名（英文）                                | 分類 | 記載日         | ID   | 備考 |
| ---------------------------------------- | --------------------------------------------------- | ---- | -------------- | ---- | ---- |
| ゲリジム山とサマリア人文化               | Mount Gerizim and the Samaritans                    | 文化 | 2012年04月02日 | 5706 |      |
| クムラン : 死海文書の洞窟群と修道院      | QUMRAN: Caves and Monastery of the Dead Sea Scrolls | 文化 | 2012年04月02日 | 5707 |      |
| エル＝バリヤ : 修道院群と手付かずの自然  | El-Bariyah: wilderness with monasteries             | 文化 | 2012年04月02日 | 5708 |      |
| ワディ・ナトゥフとシュクバ洞窟           | Wadi Natuf and Shuqba Cave                          | 文化 | 2013年06月06日 | 5712 |      |
| ナーブルス旧市街とその周辺               | Old Town of Nablus and its environs                 | 文化 | 2012年04月02日 | 5714 |      |
| テル・ウム・アメール                     | Tell Umm Amer                                       | 文化 | 2012年04月02日 | 5716 |      |
| シャイフの村落群                         | Throne Villages                                     | 文化 | 2013年06月06日 | 5717 |      |
| サバスティーヤ                           | Sebastia                                            | 文化 | 2012年04月02日 | 5718 |      |
| アンセドン港                             | Anthedon Harbour                                    | 文化 | 2012年04月02日 | 5719 |      |
| ウム・アッ＝リハンの森                   | Umm Al-Rihan forest                                 | 自然 | 2012年04月02日 | 5721 |      |
| ワディ・ガザの沿岸湿地帯                 | Wadi Gaza Coastal Wetlands                          | 自然 | 2012年04月02日 | 5722 |      |
| 洗礼の地“エシャリアア（アル＝マグタス)   | Baptism Site “Eshria’a” (Al-Maghtas)                | 文化 | 2015年10月28日 | 6155 |      |
| ヒシャーム宮殿/ヒルベト･アル＝マフジャル | Hisham’s Palace/ Khirbet al- Mafjar                 | 文化 | 2020年10月20日 | 6546 |      |